# Château de Tartigny
Le château de Tartigny est un château commencé  au XVIe siècle et terminé dans le courant du XIXe siècle  situé dans l'Oise, en région Hauts-de-France en France. Le château fait l’objet d’une inscription au titre des monuments historiques depuis le 30 janvier 1998.

## Historique
Le château est un édifice moderne dans son ensemble avec certaines parties du XVIe siècle ainsi qu'une haute tour, propriété de la famille de Baudus. Le parc avec possède un curieux potager circulaire. Le décor extérieur, la tourelle, le pavillon, le colombier et le jardin potager sont inscrits monument historique depuis 1998. Le parc et le jardin peuvent être visités lors des journées du patrimoine et de Jardins en scènes.

## Description

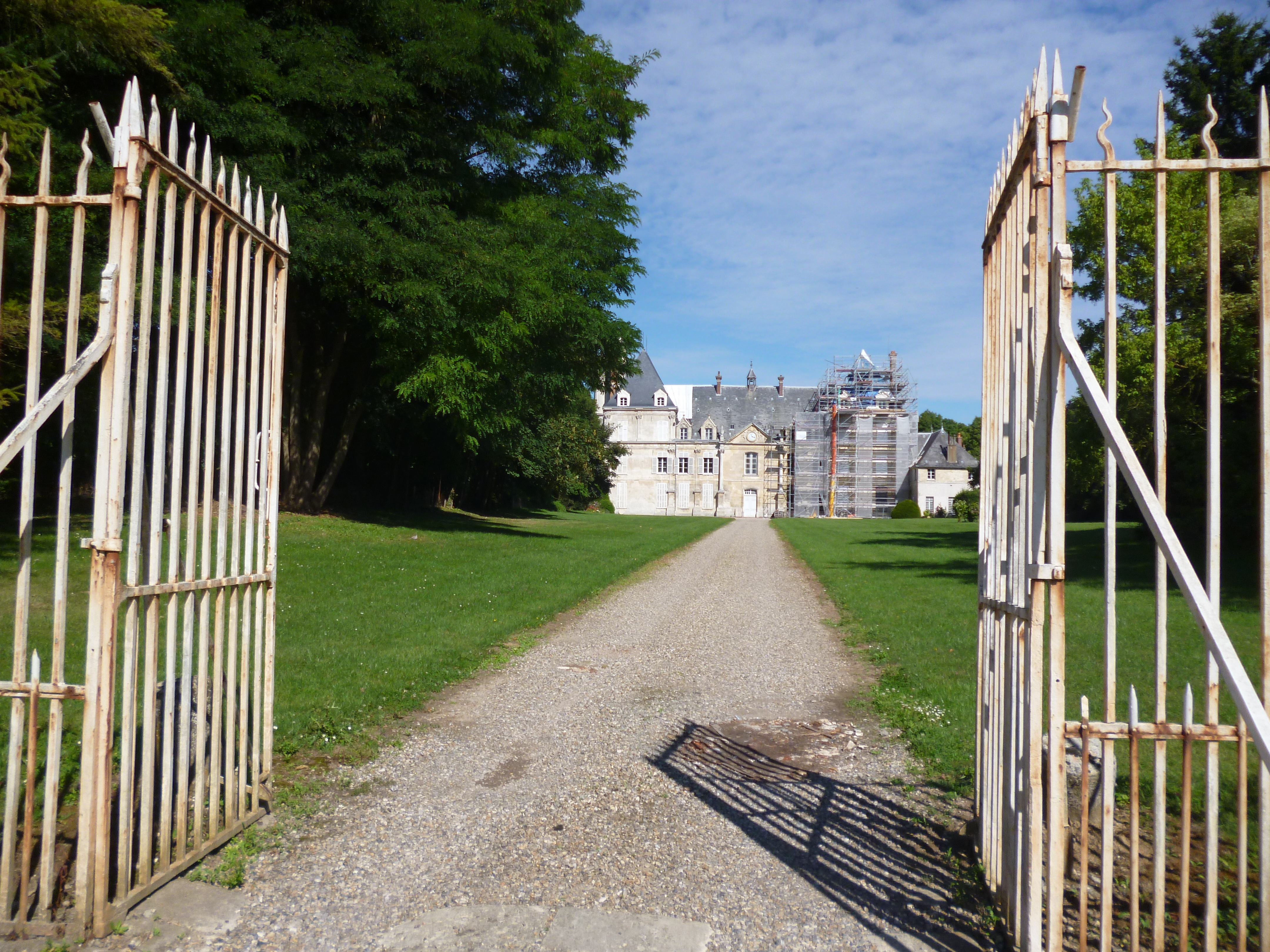
Le château de Tartigny,
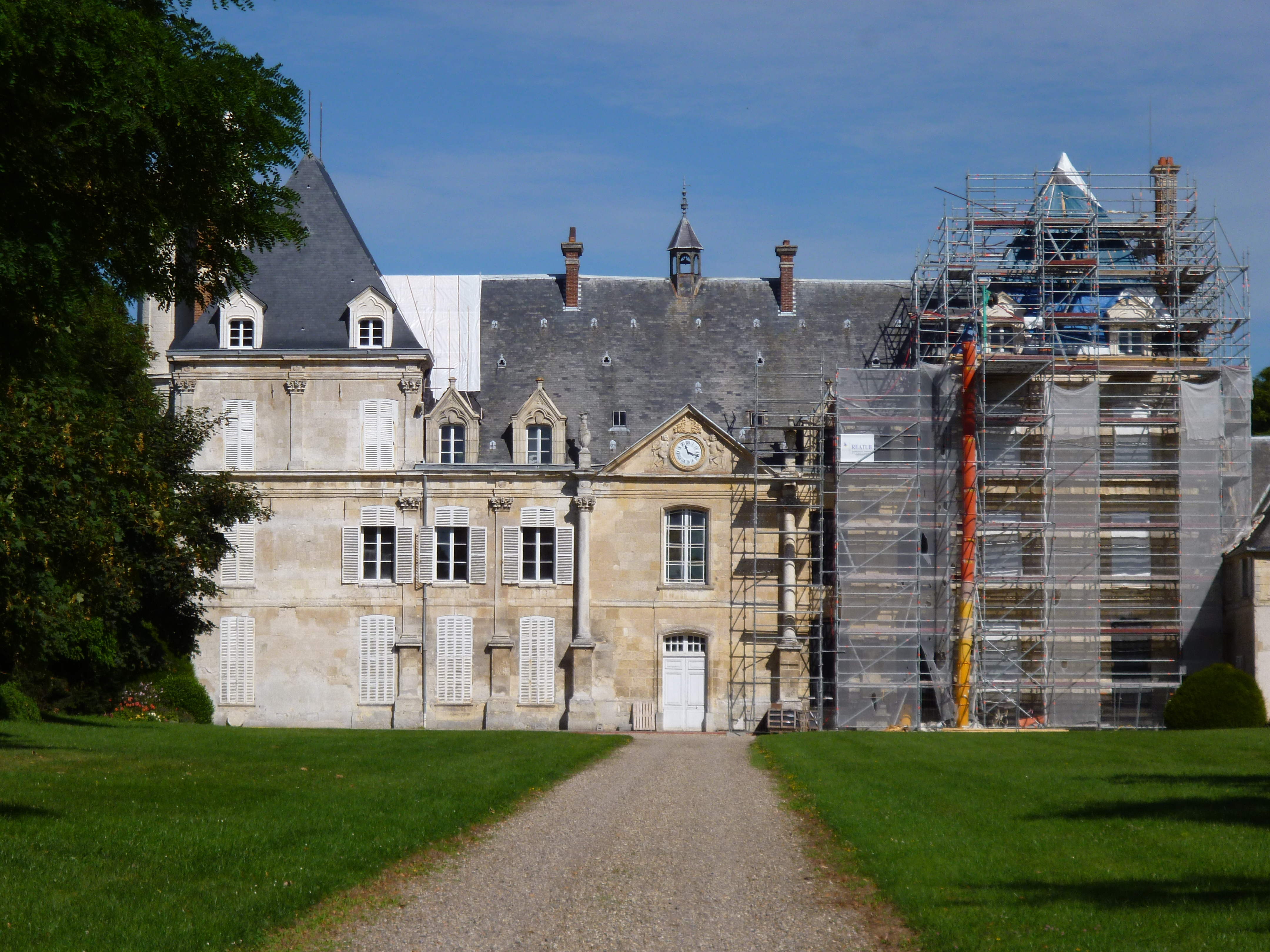
en restauration,
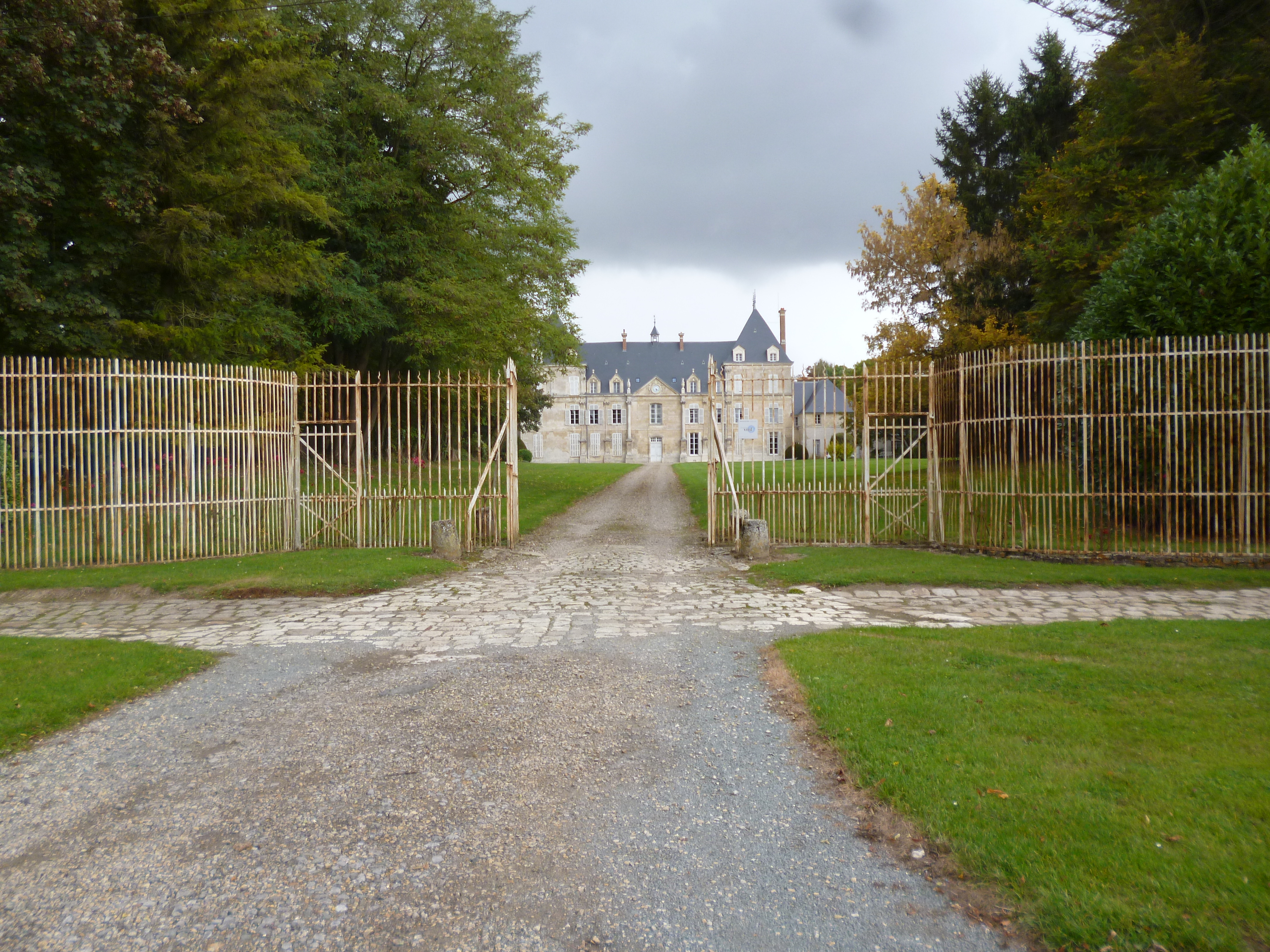
août 2013.
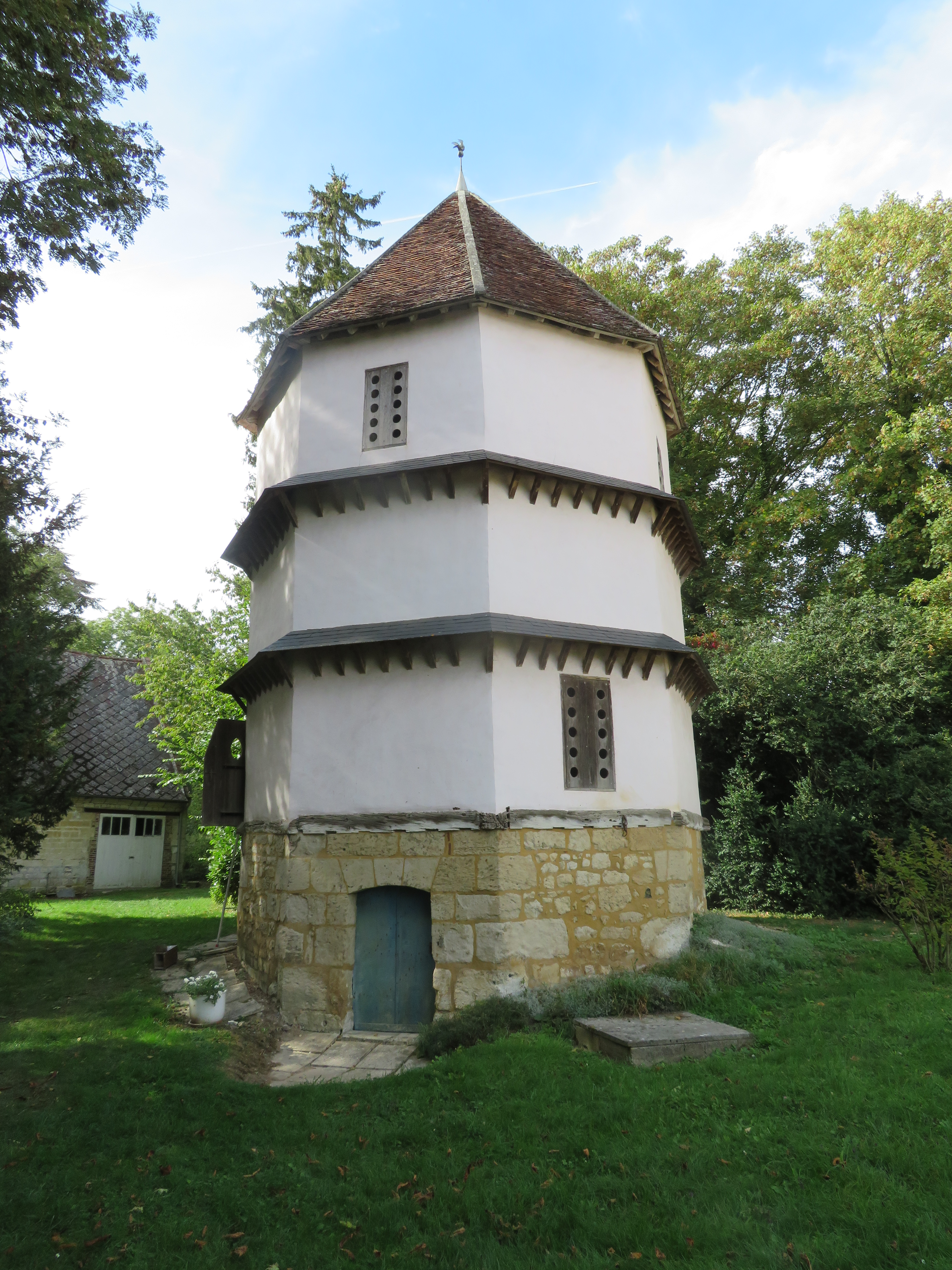
Le pigeonnier.
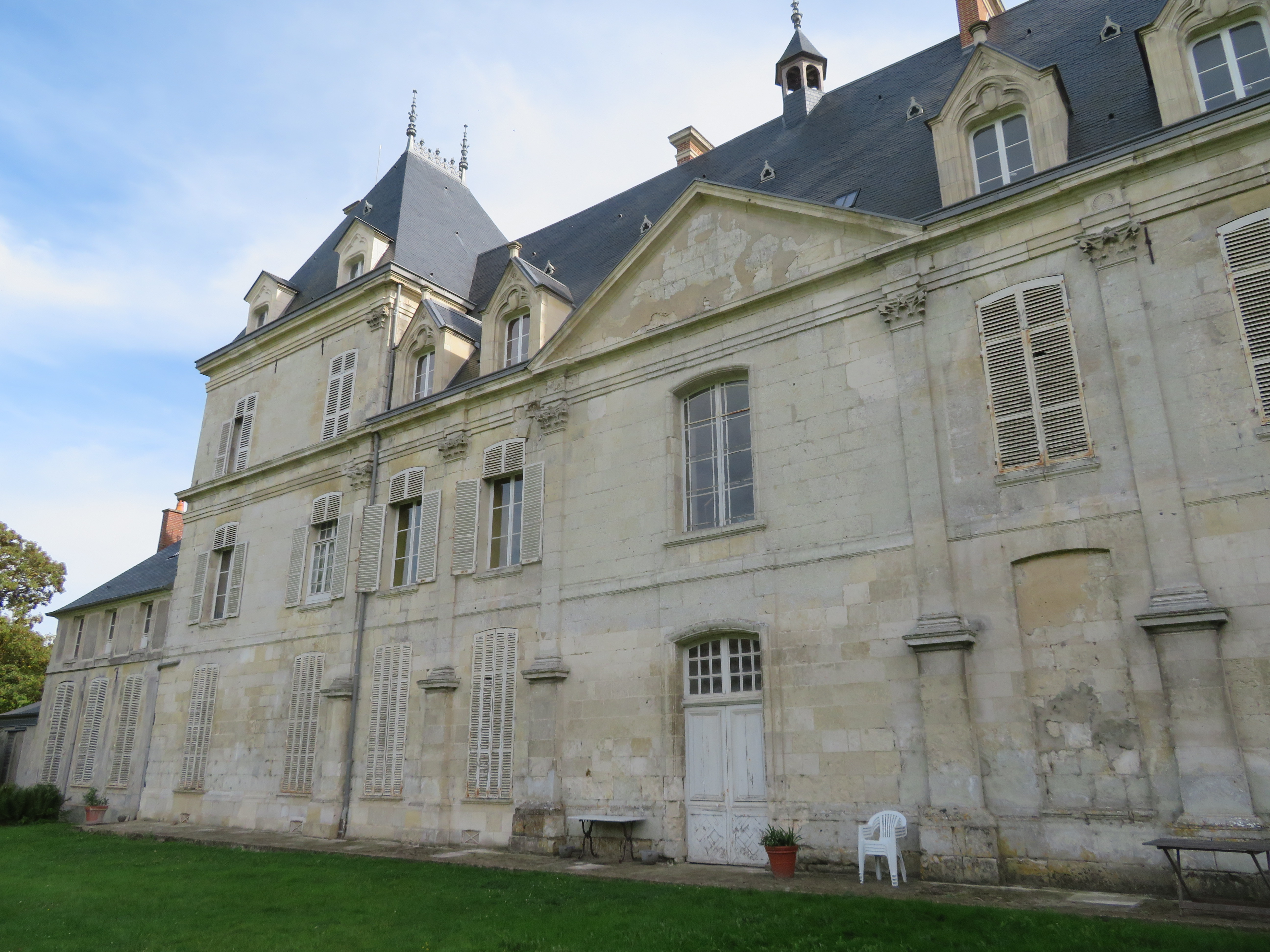
L'arrière du château.
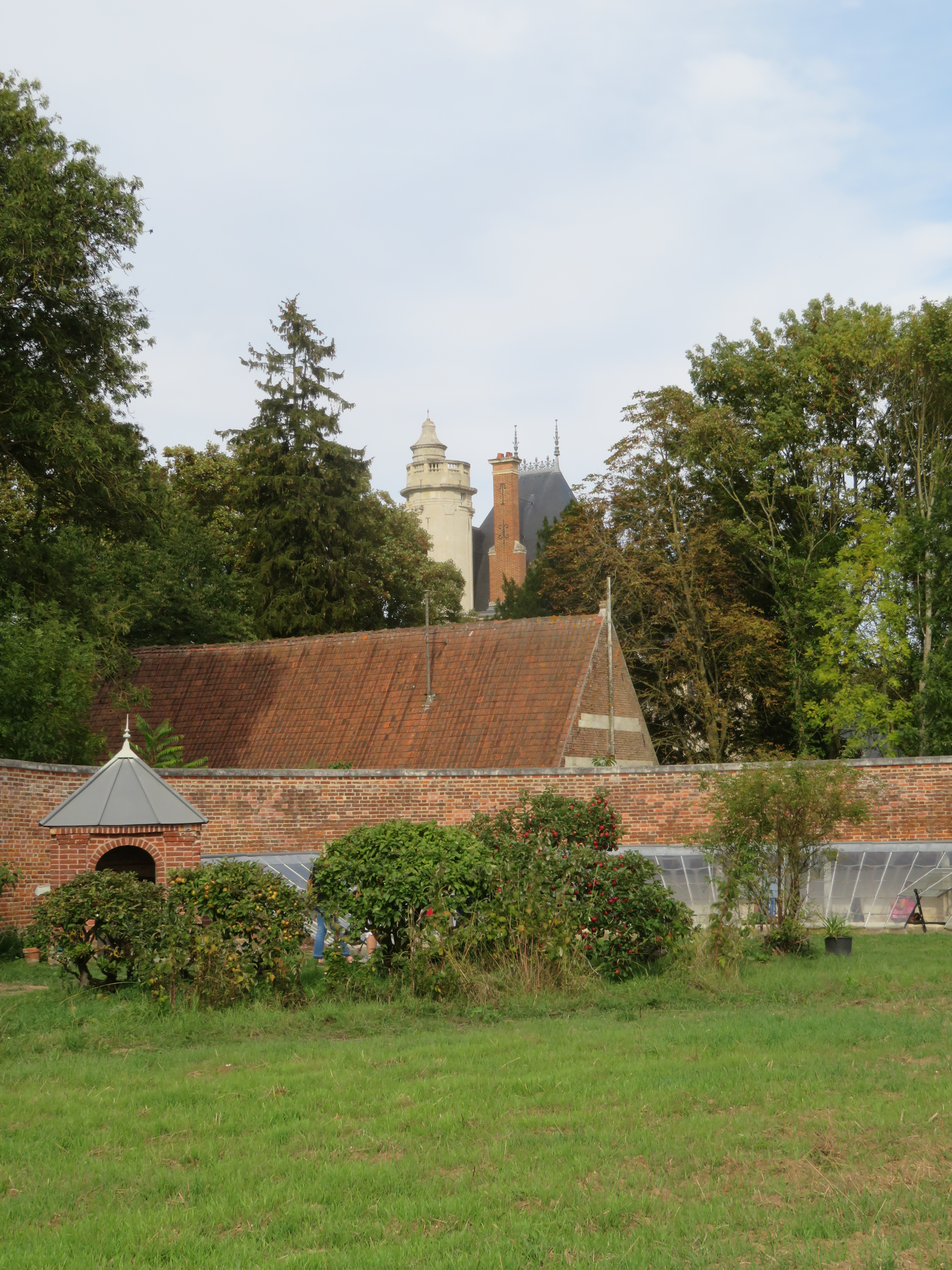
Le potager circulaire.
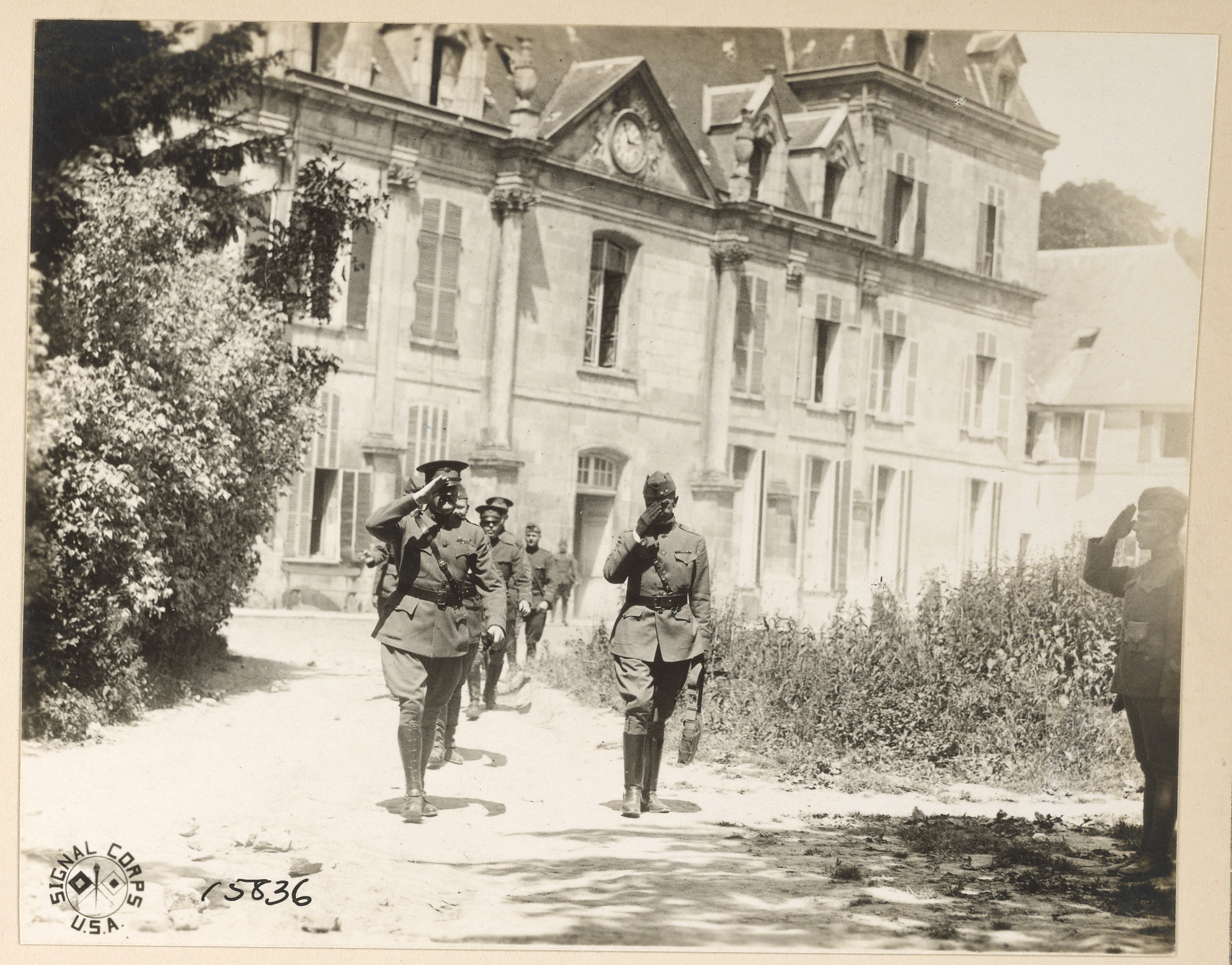
en 1918 avec Robert Lee Bullard